# Luverne (Alabama)
Luverne és una població dels Estats Units a l'estat d'Alabama. Segons el cens del 2000 tenia 2.635 habitants.

## Demografia
Segons el cens del 2000, Luverne tenia 2.635 habitants, 1.107 habitatges, i 710 famílies. La densitat de població era de 82,1 habitants/km².
Dels 1.107 habitatges en un 28,9% hi vivien nens de menys de 18 anys, en un 42,7% hi vivien parelles casades, en un 19,5% dones solteres, i en un 35,8% no eren unitats familiars. En el 33,8% dels habitatges hi vivien persones soles el 19,2% de les quals corresponia a persones de 65 anys o més que vivien soles. El nombre mitjà de persones vivint en cada habitatge era de 2,24 i el nombre mitjà de persones que vivien en cada família era de 2,85.
Per edats la població es repartia de la següent manera: un 23% tenia menys de 18 anys, un 6,8% entre 18 i 24, un 23,4% entre 25 i 44, un 23,3% de 45 a 60 i un 23,4% 65 anys o més.
L'edat mediana era de 42 anys. Per cada 100 dones hi havia 77 homes. Per cada 100 dones de 18 o més anys hi havia 71,1 homes.
La renda mediana per habitatge era de 22.457 $ i la renda mediana per família de 30.950 $. Els homes tenien una renda mediana de 30.680 $ mentre que les dones 17.813 $. La renda per capita de la població era de 17.244 $. Aproximadament el 19,2% de les famílies i el 22,7% de la població estaven per davall del llindar de pobresa.

## Poblacions més properes
El següent diagrama mostra les poblacions més properes.